# 香港島專線小巴59A線

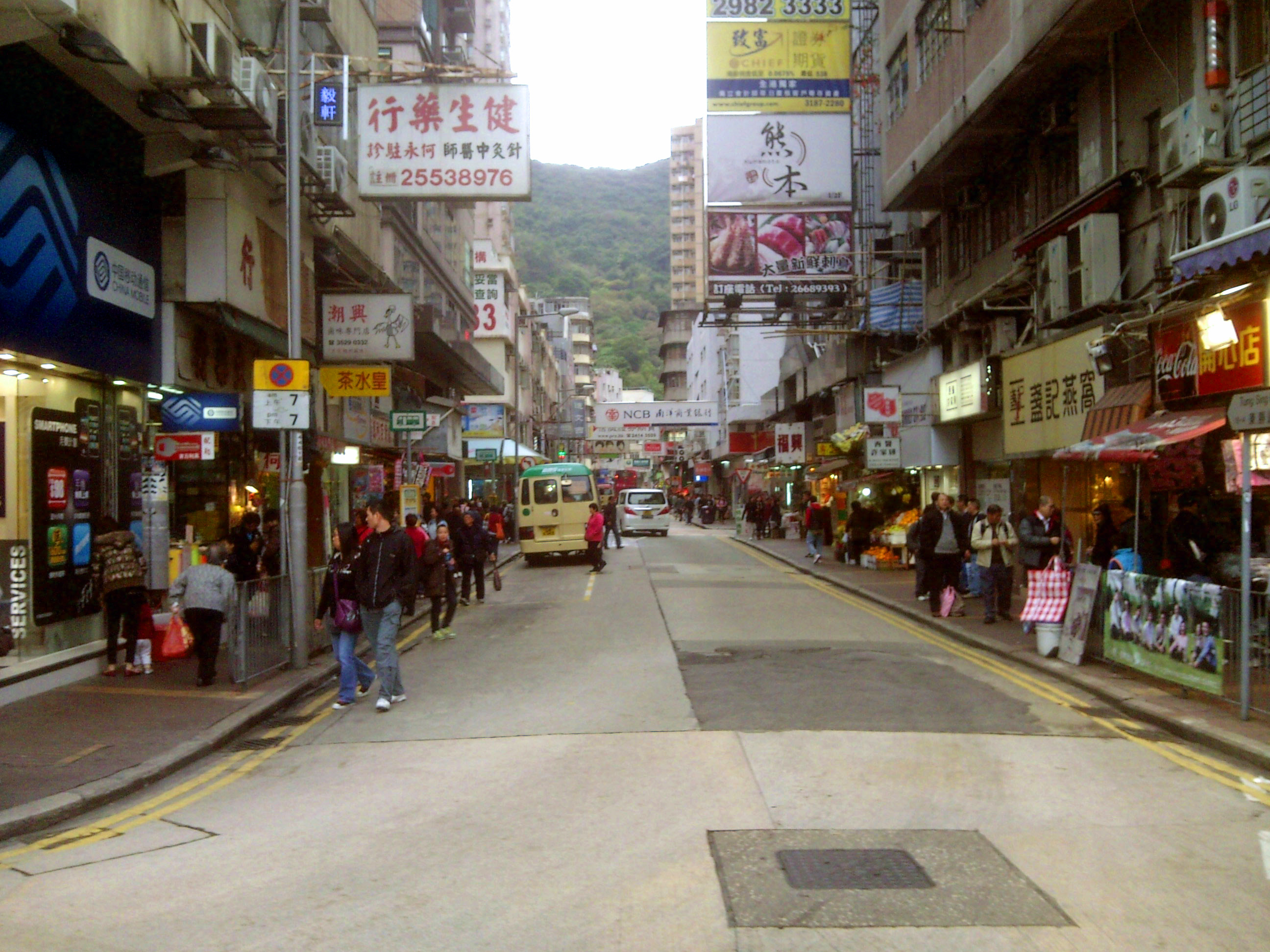
59A、59B和59S線香港仔總站設於東勝道近湖北街

香港島專線小巴59A、59B和59S線為一組來往香港仔至深灣的路線。

## 歷史
- 2000年：原為59號線往來深灣至香港仔的短程班次投入服務，初時總站為深灣道近深灣碼頭徑。
- 2002年1月27日：總站遷往雅濤閣下的公共運輸交匯處。
- 同年8月25日：提升服務為24小時服務。
- 2003年2月13日：為方便居民識別及配合59號主線服務提升，將短程班次正名為59A。
- 2005年9月22日：為配合黃竹坑邨居民因屋邨清拆而遷往石排灣邨期間的交通需要，進智公交開辦臨時路線59S，往來黃竹坑邨及石排灣邨，只於星期一至五日間服務，全程收費為$4。[1]雖然該路線原定開辦至2006年3月22日，但進智公交仍然有繼續派車行走。
- 2010年3月15日：59B線投入服務，以方便市民前往賽馬會癌症康復中心。
- 2011年2月27日：推出與4系路線小巴往返石排灣，以及39C，39S，51，51S，52，58系，63系，69轉乘59A/B線（或相反）之八達通轉乘優惠。
- 2011年11月28日：59A/B線調整收費，全程收費由$3調整至$3.2，而深宵班次全程收費則由$3.5調整至$3.8。
- 2013年6月16日：59A/B線再次調整收費，全程收費由$3.2調整至$3.5，而深宵班次全程收費則由$3.8調整至$4.3。
- 2014年4月1日：第一代59S線正式終止服務。
- 2014年11月30日：再次調整收費，全程收費由$3.5調整至$3.9，而深宵班次全程收費則由$4.3調整至$4.8。
- 2016年12月28日：增設$0.3港鐵轉乘優惠，以配合港鐵南港島綫通車。該優惠限於在黃竹坑站轉乘。
- 2017年12月27日：59B線往深灣方向改經葛量洪醫院，不再前往賽馬會癌症康復中心。
- 2018年1月28日：為配合59線改為只於星期一至五繁忙時間提供服務，58/58A及59A線的八達通轉乘優惠由次程一元折扣優惠改為三元折扣優惠。
- 2021年9月22日：為配合海洋公園水上樂園開幕，59S線再次開辦，來往香港仔及水上樂園。
- 2024年9月15日：59A線取消通宵時段服務及收費。

## 服務時間

### 59A
| 由香港仔（東勝道）開出 | 由深灣（雅濤閣）開出 | 班次  |
| ---------------------- | -------------------- | ----- |
| 每日                   |                      |       |
| 06:00 - 00:00          | 06:00 - 00:00        | 6分鐘 |

### 59B
| 由香港仔（東勝道）開出       | 由葛量洪醫院開出 | 班次   |
| ---------------------------- | ---------------- | ------ |
| 星期一至五                   |                  |        |
| 09:15 - 16:15                | 09:25 - 16:25    | 30分鐘 |
| 星期六、日及公眾假期不設服務 |                  |        |

### 59S
| 由香港仔（東勝道）開出 | 由海洋公園（水上樂園）開出 | 班次   |
| ---------------------- | -------------------------- | ------ |
| 星期六、日及公眾假期   |                            |        |
| 09:45 - 12:15          | 16:30 - 19:00              | 30分鐘 |
| 星期一至五不設服務     |                            |        |

## 收費

### 59A/B
全程收費：$4.5

### 59S
全程收費：$6.4
深灣（雅濤閣）往香港仔： $4.2

### 八達通轉車優惠
- 59A/B/S↔4A、4B、4C、5、35M、N4A、N4C：由本路線轉乘上述路線往灣仔／銅鑼灣方向，或由上述路線轉乘本路線，次程減收$1。
- 59A/B/S↔4A，4B，4C往返石排灣，4S，39C，39S，51，51S，63，63A，69：由本路線上車後1小時內轉乘上述路線往南區各屋苑、西環、瑪麗醫院或鰂魚涌方向，或由上述路線往香港仔方向轉乘本路線往深灣方向，兩程車費之中較低的一程收費為$1，但4A、4B及4C線只適用於$2.2或以下之分段收費。
- 59A/B/S↔52：由本路線上車後1小時內轉乘上述路線往赤柱方向，或由上述路線往石排灣方向轉乘本路線往深灣方向，次程減收$1。
- 59A/B/S↔58，58A：由本路線上車後1小時內轉乘上述路線往堅尼地城方向，或由上述路線往香港仔方向轉乘本路線往深灣方向，次程減收$3。

此外，於此路線及港鐵市區線之間轉乘，可獲車費優惠，詳情如下：
| 首程交通服務 | 次程交通服務 | 次程節省金額 | 鐵路指定轉車站 | 備註                                   |
| ------------ | ------------ | ------------ | -------------- | -------------------------------------- |
| 港鐵         | 59A/B/S      | 3毫          | 黃竹坑站       | 轉乘時限為首程入閘／登車拍卡起計90分鐘 |
| 59A/B/S      | 港鐵         | 3毫          | 黃竹坑站       | 轉乘時限為首程入閘／登車拍卡起計90分鐘 |

## 派車
參見：香港島專線小巴58線

## 行車路線

### 往深灣（雅濤閣）方向：

#### 59A/S
| 由香港仔（東勝道）開出 | 由香港仔（東勝道）開出    | 由香港仔（東勝道）開出 |
| 序號                   | 主要車站位置              | 街道                   |
| ---------------------- | ------------------------- | ---------------------- |
| 1                      | 香港仔（東勝道）          | 東勝道                 |
| 2                      | 業漁大樓（逸港居）        | 香港仔大道             |
| 3                      | 香港仔工業學校            | 黃竹坑道               |
| 4                      | 甄沾記大廈                | 黃竹坑道               |
| 5                      | The Southside（黃竹坑站） | 南朗山道               |
| 6                      | 黃竹坑巴士總站            | 南朗山道               |
| 7@                     | 陳白沙紀念中學            | 南朗山道               |
| 8@                     | 南濤閣（包玉剛游泳池）    | 深灣道                 |
| 9                      | 深灣（雅濤閣）            | 深灣道                 |
| #                      | 海洋公園（水上樂園）      | 海洋徑                 |

#：只有59S線適用

#### 59B
| 由香港仔（東勝道）開出 | 由香港仔（東勝道）開出 | 由香港仔（東勝道）開出 |
| 序號                   | 主要車站位置           | 街道                   |
| ---------------------- | ---------------------- | ---------------------- |
| 1                      | 香港仔（東勝道）       | 東勝道                 |
| 2                      | 業漁大樓（逸港居）     | 香港仔海傍道           |
| 3                      | 香港仔工業學校         | 黃竹坑道               |
| 4                      | 甄沾記大廈             | 黃竹坑道               |
| 5                      | 業興街                 | 黃竹坑道               |
| 6                      | 香港醫學專科學院       | 海洋公園道             |
| 7                      | 葛量洪醫院             | 醫院通道               |
| 8                      | 香港警察學院           | 警校道                 |
| 9@                     | 新會商會陳白沙紀念中學 | 南朗山道               |
| 10@                    | 南濤閣（包玉剛游泳池） | 深灣道                 |
| 11                     | 深灣（雅濤閣）         | 深灣（雅濤閣）         |

@：乘客於有此符號的車站登車，到達深灣（雅濤閣）後可以繼續留在車上前往香港仔

### 往香港仔（東勝道）方向：
| 由香港仔（東勝道）開出 | 由香港仔（東勝道）開出         | 由香港仔（東勝道）開出 |
| 序號                   | 主要車站位置                   | 街道                   |
| ---------------------- | ------------------------------ | ---------------------- |
| #                      | 海洋公園（水上樂園）           | 海洋徑                 |
| 1                      | 深灣（雅濤閣）                 | 深灣（雅濤閣）         |
| 2                      | 包玉剛游泳池（南濤閣）         | 深灣道                 |
| 3                      | 南朗山道熟食市場（黃竹坑站）   | 南朗山道               |
| 4                      | 南朗山道休憩處                 | 黃竹坑道               |
| 5                      | 勝利工廠大廈                   | 黃竹坑道               |
| 6                      | 逸港居（香港仔網球及壁球中心） | 香港仔海傍道           |
| 7                      | 香港仔海濱公園                 | 香港仔海傍道           |
| 8                      | 金豐大廈（香港仔郵政局）       | 香港仔大道             |
| 9                      | 添喜大廈                       | 成都道                 |
| 10                     | 香港仔（東勝道）               | 東勝道                 |

#：只有59S線適用

## 客量
59A線由於班次頻密，深受深灣及黃竹坑居民歡迎，在總站經常客滿開出。